# Priobalni zovoj
Lepršavi zovoj (lat. Puffinus gavia) je vrsta morske ptice iz porodice zovoja. 
Živi na Novom Zelandu i Salomonovim otocima. Staništa su mu otvorena mora i stjenovite obale. Gnijezdi se na malim stjenovitim otočićima bogatim vegetacijom. Gnijezdi se u kolonijama u jazbinama koje se nalaze ispod trave. Vjeruje se da roditelji postavljaju jaja početkom rujna, a ptići se iz njih izlegnu krajem siječnja. Ovaj zovoj uglavnom se hrani ribama i obalnim kriloma. Prirodni neprijatelji su mu mačke i štakori.

## Vanjske poveznice
|  | Zajednički poslužitelj ima stranicu o temi Puffinus gavia    |
|  | Zajednički poslužitelj ima još gradiva o temi Puffinus gavia |
|  | Wikivrste imaju podatke o taksonu Puffinus gavia             |